# رنگ‌ها (ترانه هالزی)
«رنگ‌ها» (به انگلیسی: Colors) ترانه‌ای توسط خواننده و ترانه‌سرای اهل ایالات متحده آمریکا، هالزی از اولین آلبوم استودیویی او سرزمین بد است که بعنوان سومین تک‌آهنگ آلبوم در ۹ فوریه ۲۰۱۶ منتشر شد.

## موزیک ویدئو
یک موزیک ویدئو برای این تک‌آهنگ توسط تیم ماتیا کارگردانی و در ۲۵ فوریه ۲۰۱۵ منتشر شد. قبل از انتشار آن، هالزی از دو تیزر از موزیک ویدئو را در حساب توییتر و فیس‌بوک خود رونمایی کرد. او همچنین اعلام کرد که این ویدیو در ۲۵ فوریه ۲۰۱۶ برای اولین بار پخش خواهد شد و تایلر پوزی در این فیلم نقش‌آفرینی خواهد کرد.

## اجرای زنده
هالزی ترانه رنگ‌ها را در برنامه جیمی کیمل زنده، بوستون کالینگ میوزیک فستیوال و در O2 آکادمی اسلینگتون، لندن اجرا کرده است.

## نمودار
| نمودار (۲۰۱۶)                                                | موقعیت رتبه |
| ------------------------------------------------------------ | ----------- |
| استرالیا (جدول‌های ای‌آرآی‌ای)                                  | ۹۹          |
| جمهوری چک (رادیو ۱۰۰ آهنگ برتر)                              | ۲۴          |
| جمهوری چک (فدراسیون بین‌المللی صنعت فونوگرافی)                | ۵۸          |
| اسلواکی (فدراسیون بین‌المللی صنعت فونوگرافی)                  | ۶۶          |
| ایالات متحده آمریکا Bubbling Under Hot 100 Singles (بیلبورد) | ۸           |
| ایالات متحده آمریکا Dance Club Songs (بیلبورد)               | ۲۳          |
| ایالات متحده آمریکا Mainstream Top 40 (بیلبورد)              | ۳۸          |